# قایق توپ‌دار کلاس فاشیمی
قایق توپ‌دار کلاس فاشیمی (به انگلیسی: Fushimi-class gunboat) یک کلاس از قایق‌های توپ‌دار است که طول آن ? meters می‌باشد. این کلاس از کشتی در سال ۱۹۳۹ ساخته شد.